# Rafaela Spanudaki-Chadziriga
Rafaela Spanudaki-Chadziriga (gr. Ραφαέλα Σπανουδάκη–Χατζηρήγα; ur. 7 czerwca 1994 w Atenach) – grecka lekkoatletka specjalizująca się w biegach sprinterskich.
Uczestniczka igrzysk olimpijskich w Tokio rozgrywanych w 2021 roku, podczas których startowała w biegu na 100 metrów, gdzie odpadła w eliminacjach oraz w biegu na 200 metrów, w którym doszła do półfinału. Medalistka igrzysk europejskich, igrzysk śródziemnomorskich, mistrzostw krajów bałkańskich oraz halowych mistrzostw krajów bałkańskich.
Multimedalistka mistrzostw Grecji, halowych mistrzostw Grecji oraz reprezentantka kraju na drużynowych mistrzostwach Europy.

## Rezultaty
| Rok  | Impreza                                 | Miejsce     | Konkurencja        | Pozycja     | Wynik |
| ---- | --------------------------------------- | ----------- | ------------------ | ----------- | ----- |
| 2017 | Halowe mistrzostwa krajów bałkańskich   | Belgrad     | bieg na 60 m       | 2. miejsce  | 7,46  |
| 2017 | Halowe mistrzostwa Europy               | Belgrad     | bieg na 60 m       | eliminacje  | DQ    |
| 2018 | Halowe mistrzostwa świata               | Birmingham  | bieg na 60 m       | eliminacje  | 7,40  |
| 2018 | Igrzyska śródziemnomorskie              | Tarragona   | bieg na 100 m      | 2. miejsce  | 11,53 |
| 2018 | Igrzyska śródziemnomorskie              | Tarragona   | sztafeta 4 × 100 m | 5. miejsce  | 45,11 |
| 2018 | Mistrzostwa Europy                      | Berlin      | bieg na 100 m      | eliminacje  | 11,63 |
| 2018 | Mistrzostwa Europy                      | Berlin      | sztafeta 4 × 100 m | eliminacje  | 44,48 |
| 2019 | Halowe mistrzostwa Europy               | Glasgow     | bieg na 60 m       | eliminacje  | DQ    |
| 2019 | Igrzyska europejskie                    | Mińsk       | bieg na 100 m      | 3. miejsce  | 11,42 |
| 2019 | Superliga drużynowych mistrzostw Europy | Bydgoszcz   | bieg na 100 m      | 7. miejsce  | 11,84 |
| 2019 | Superliga drużynowych mistrzostw Europy | Bydgoszcz   | bieg na 200 m      | 5. miejsce  | 23,27 |
| 2019 | Superliga drużynowych mistrzostw Europy | Bydgoszcz   | sztafeta 4 × 100 m | 11. miejsce | 44,10 |
| 2019 | Mistrzostwa krajów bałkańskich          | Prawec      | bieg na 200 m      | 3. miejsce  | 23,16 |
| 2019 | Mistrzostwa świata                      | Doha        | bieg na 200 m      | eliminacje  | 23,48 |
| 2021 | Halowe mistrzostwa Europy               | Toruń       | bieg na 60 m       | półfinał    | 7,29  |
| 2021 | I liga drużynowych mistrzostw Europy    | Kluż-Napoka | bieg na 100 m      | 3. miejsce  | 11,45 |
| 2021 | I liga drużynowych mistrzostw Europy    | Kluż-Napoka | bieg na 200 m      | 3. miejsce  | 23,45 |
| 2021 | I liga drużynowych mistrzostw Europy    | Kluż-Napoka | sztafeta 4 × 400 m | 4. miejsce  | 44,05 |
| 2021 | Mistrzostwa krajów bałkańskich          | Smederevo   | bieg na 100 m      | 4. miejsce  | 11,49 |
| 2021 | Mistrzostwa krajów bałkańskich          | Smederevo   | bieg na 200 m      | 1. miejsce  | 23,16 |
| 2021 | Igrzyska olimpijskie                    | Tokio       | bieg na 100 m      | eliminacje  | 11,45 |
| 2021 | Igrzyska olimpijskie                    | Tokio       | bieg na 200 m      | półfinał    | 23,38 |
| 2022 | Halowe mistrzostwa świata               | Belgrad     | bieg na 60 m       | eliminacje  | 7,35  |
| 2022 | Mistrzostwa Europy                      | Monachium   | bieg na 100 m      | eliminacje  | 11,62 |
| 2022 | Mistrzostwa Europy                      | Monachium   | sztafeta 4 × 100 m | eliminacje  | 44,58 |
| 2023 | Halowe mistrzostwa Europy               | Stambuł     | bieg na 60 m       | eliminacje  | 7,43  |
| 2024 | Mistrzostwa Europy                      | Rzym        | sztafeta 4 × 100 m | eliminacje  | 44,23 |
| 2025 | Halowe mistrzostwa Europy               | Apeldoorn   | bieg na 60 m       | eliminacje  | 7,41  |
| 2025 | I dywizja drużynowych mistrzostw Europy | Madryt      | sztafeta 4 × 100 m | 9. miejsce  | 43,26 |

## Rekordy życiowe
- bieg na 60 metrów – 7,23 (12 lutego 2021, Pireus)
- bieg na 100 metrów – 11,26 (5 lipca 2025, Vari) / 11,21w (20 lipca 2019, Vari)
- bieg na 200 metrów – 23,04 (9 maja 2025, Dubaj)